# Alexandru Fântânaru
Alexandru Fântânaru (n. 25 martie 1895, Semlac⁠(d), Arad, România – d. 1 septembrie 1958, Timișoara, România) a fost un avocat român unit (greco-catolic), condamnat la moarte și executat în anul 1958 în Procesul Szoboszlay.

## Viața
Începând cu 1926 a fost unul din liderii arădeni ai PNȚ.
În vara anului 1955 a încercat să organizeze împreună cu preotul Aladar Szoboszlay o structură politică de opoziție la adresa regimului comunist, Partidul Muncitoresc Creștin. A fost condamnat la moarte în data de 30 mai 1958 și ucis în împrejurări suspecte în noaptea de 1 spre 2 septembrie 1958.
În anul 2018 Parchetul Militar Timișoara a deschis un dosar penal pentru omor și infracțiuni contra umanității în cazul celor zece persoane care au fost executate în 1958. Concomitent au fost efectuate săpături în căutarea osemintelor celor zece persoane executate în noaptea de 1 spre 2 septembrie 1958.